# Восточная сиалия
Восточная сиалия (лат. Sialia sialis) — певчая птица семейства дроздовых.

## Описание
Восточная сиалия длиной 18 см. Оперение верхней части тела ярко-синее, горло, грудь и бока каштаново-коричневые, брюхо и низ окрашены в белый цвет. В отличие от западной сиалии каштановый цвет в большей степени захватывает боковые поверхности шеи. Самка существенно бледнее и имеет больше белых перьев на брюхе.

## Место обитания
Область распространения восточной сиалии простирается через восточную Северную и Центральную Америку. Там она населяет поля, открытые лесные ландшафты, опушки леса и парки.

## Питание
Птица питается насекомыми, пауками и ягодами.

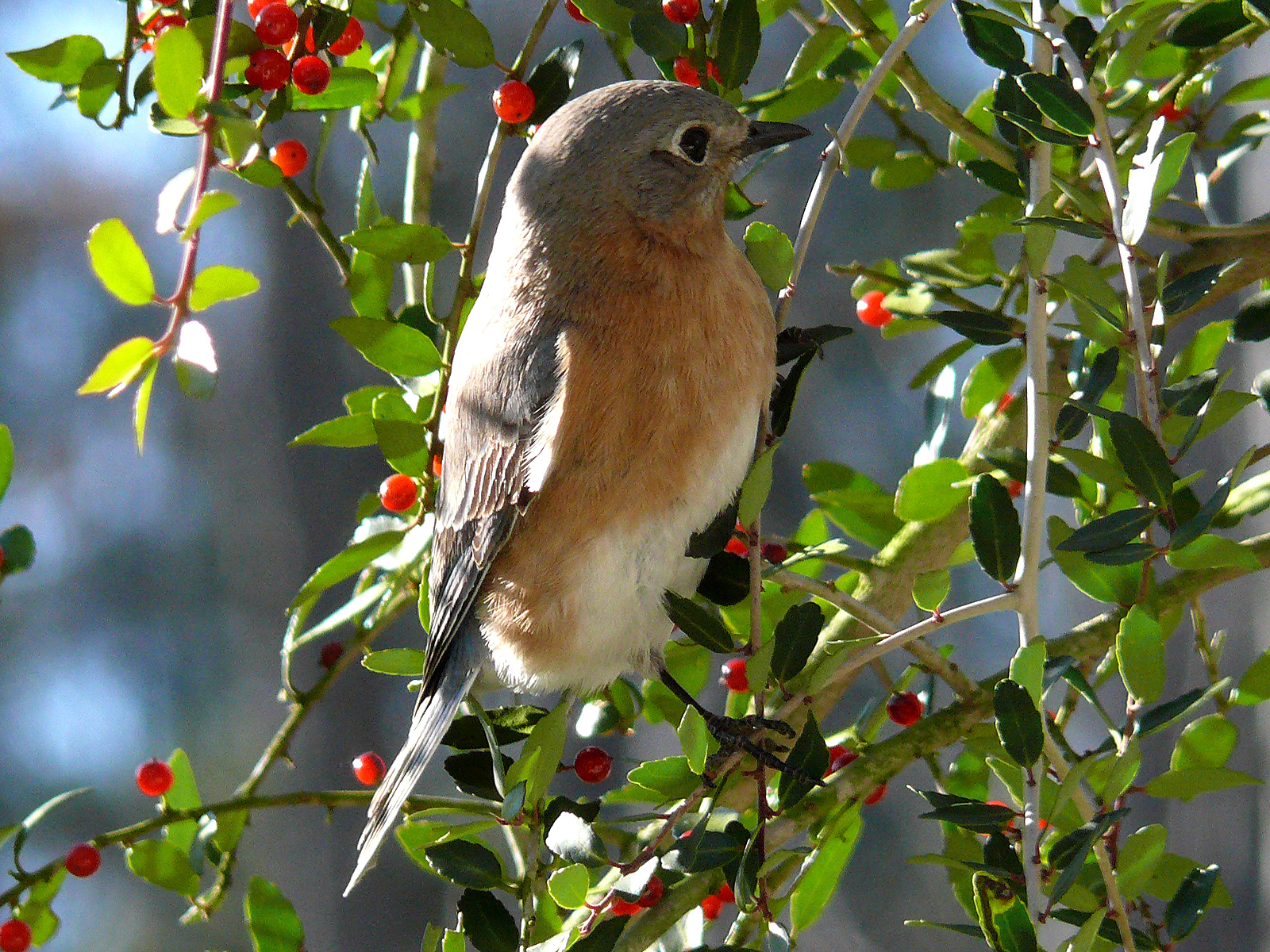
Восточная сиалия питается плодами падуба Ilex vomitoria.

## Размножение
Птица гнездится на севере дважды в год, на юге трижды. Самка строит в скворечнике или дупле простое чашеобразное гнездо. В кладке от 3 до 7 синеватых яиц, которые высиживает преимущественно самка от 12 до 14 дней. Птенцов выкармливают оба родителя. Через 14—20 дней птенцы становятся самостоятельными. Так как восточная сиалия должна конкурировать с другими видами за места гнездования, её кладка часто становится жертвой хищников.

## В культуре
Восточная сиалия — это национальная птица штатов Миссури и Нью-Йорк. О птице сложено много песен.